# Leopold Schädler
Leopold „Poldi“ Schädler (* 8. Mai 1926 in Triesenberg; † 17. Mai 1992 ebenda) war ein liechtensteinischer Skirennläufer.

## Biografie
Bei den Olympischen Winterspielen 1948 war Schädler Teil der Olympiamannschaft von Liechtenstein. Im Abfahrtsrennen belegte er den 79. und in der Alpinen Kombination den 50. Rang. 
Vier Jahre später bei den Olympischen Winterspielen 1956 in Cortina d’Ampezzo startete er ebenfalls in der Abfahrt sowie im Slalom und Riesenslalom. Im Abfahrtsrennen konnte er sich um zehn Plätze verbessern. Im Slalom belegte er den 53. und im Riesenslalom den 67. Rang.